# Luis Coppola Joffroy
Luis Alberto Coppola Joffroy (San Juan de los Planes, Baja California Sur; 29 de mayo de 1948) es un empresario hotelero y político mexicano, que fue miembro del Partido Acción Nacional de 2004 a 2011. Ha sido candidato a Gobernador de Baja California Sur y fue Senador para período de 2006 a 2012.
Es licenciado en Administración de Empresas egresado del Instituto Tecnológico y de Estudios Superiores de Monterrey, es un destacado empresario del ramo hotelero en el municipio de Los Cabos, Baja California Sur. En 2005 fue candidato del PAN a Gobernador de Baja California Sur y en 2006 fue candidato a Senador, resultando electo por primera minoría. En la cámara alta se desempeñó como Presidente de la Comisión de Turismo.
En 2010 manifestó su intención de contender por la gubernatura una segunda ocasión sin embargo, semanas después, el Comité Ejecutivo Nacioanl del PAN impuso como su candidato al perredista Marcos Covarrubias Villaseñor. Luis Coppola desconoció al candidato del PAN y respaldó al candidato priista Ricardo Barroso Agramont.
Coppola Joffroy renunció formalmente al Partido Acción Nacional en 2012.